# Leonid Vitaliyevich Kantorovich
Leonid Vitaliyevich Kantorovich (tiếng Nga: Леони́д Вита́льевич Канторо́вич, IPA: [lʲeoˈnʲid vʲiˈtalʲevʲit͡ɕ kantoˈrovʲit͡ɕ] ⓘ) (19 tháng 1 năm 1912, Saint Petersburg - 07 tháng 4 năm 1986, Moscow) là một nhà toán học và kinh tế Liên Xô, nổi tiếng với lý thuyết phát triển kỹ thuật cho việc phân bổ tối ưu các nguồn tài nguyên. Ông được trao Giải Nobel Kinh tế năm 1975 và người Liên Xô duy nhất được trao giải Nobel Kinh tế.
Kantorovich làm việc cho chính phủ Liên Xô. Ông được giao nhiệm vụ tối ưu hóa sản xuất trong một ngành công nghiệp gỗ dán. Ông đã đưa ra (1939) với các kỹ thuật toán học được gọi là lập trình tuyến tính, một vài năm trước khi nó được tái phát minh bởi George Dantzig. Ông là tác giả của nhiều cuốn sách bao gồm Phương pháp Toán học Kế hoạch sản xuất và Tổ chức và sử dụng nguồn tài nguyên kinh tế. Đối với công việc của mình, Kantorovich được trao tặng giải thưởng Stalin (1949).
Sau năm 1939, ông trở thành giáo sư của trường đại học kỹ thuật kỹ thuật quân sự (tiếng Nga: Военный инженерно-технический университет). Trong thời gian vây hãm Leningrad, Kantorovich là giáo sư của VITU của Hải quân và phụ trách an toàn trên con đường sống. Ông tính toán khoảng cách tối ưu giữa các xe ô tô trên băng, tùy thuộc vào độ dày của băng và nhiệt độ của không khí. Trong tháng 12 năm 1941 và tháng 1 năm 1942, Kantorovich tự mình đi bộ trên các xe ô tô đang chạy trên băng hồ Ladoga, trên con đường sống, để đảm bảo những chiếc xe đã không chìm. Tuy nhiên, nhiều xe ô tô chứa thức ăn cho những người sống sót của cuộc bao vây đã bị phá hủy bởi các vụ oanh tạc của không quân Đức Quốc xã. Vì hành động và lòng can đảm, Kantorovich đã được trao trao Huân chương chiến tranh yêu nước, và được trao Huy chương Vì quốc phòng Leningrad.

## Bài phát biểu tại lễ nhận giải Nobel
- Kantorovich, Leonid, "Mathematics in Economics: Achievements, Difficulties, Perspectives", Nobel Prize lecture, ngày 11 tháng 12 năm 1975
- "Autobiography: Leonid Kantorovich", Nobel Prize website